# Bedegkér
Bedegkér là một thị trấn thuộc hạt Somogy, Hungary. Thị trấn này có diện tích 26 km², dân số năm 2010 là 469 người, mật độ 18 người/km².